# 蘭開斯特鎮區 (印地安納州亨廷頓縣)
蘭開斯特鎮區（英語：Lancaster Township）是位於美國印地安納州亨廷頓縣的一個行政鎮區。

## 地方資料
根據2010年美國人口普查的數據，蘭開斯特鎮區的面積為93.00平方千米，當中陸地面積為92.30平方千米，而水域面積為0.70平方千米。當地共有人口1150人，而人口密度為每平方千米12.37人。